# Runcu (okręg Ilfov)
Runcu – wieś w Rumunii, w okręgu Ilfov, w gminie Dascălu. W 2011 roku liczyła 37 mieszkańców.